# Las Lagunetas (Buenavista del Norte)
Las Lagunetas, es un caserío perteneciente al municipio de Buenavista del Norte, al norte de la isla de Tenerife (Canarias, España), situado  en el Macizo de Teno y en el Valle de El Palmar cerca de Las Portelas.

## Demografía
| 2000 | 2001 | 2002 | 2003 | 2004 | 2005 | 2006 | 2007 | 2008 | 2009 | 2010 | 2011 | 2012 | 2013 |
| ---- | ---- | ---- | ---- | ---- | ---- | ---- | ---- | ---- | ---- | ---- | ---- | ---- | ---- |
| 78   | 80   | 80   | 78   | 78   | 75   | 70   | 59   | 55   | 54   | 51   | 50   | 48   | 47   |

## Fiestas
Las Lagunetas celebra sus fiestas en honor a Nuestra Señora de los Desamparados en mayo. Destacan las fiestas de la Cruz que se celebran el 3 de mayo.

## Transportes
En guagua queda conectado mediante las siguientes líneas de Titsa: 
| Línea | Trayecto                          | Recorrido |
| ----- | --------------------------------- | --------- |
| 355   | Buenavista-Masca-Valle Santiago   | Recorrido |
| 366   | Buenavista-El Palmar-Las Portelas | Recorrido |

## Galería

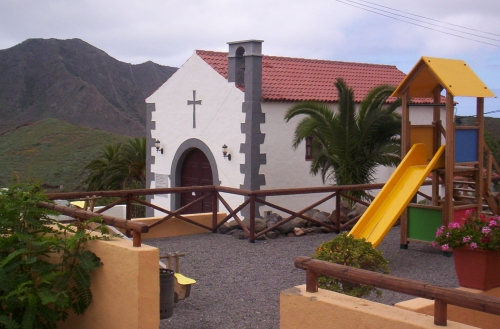
Ermita de la localidad.
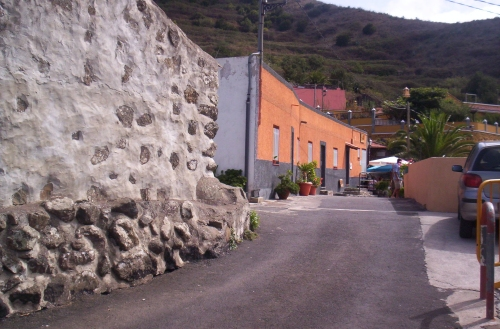
Calle de Las Lagunetas